# Scotinotylus columbia
Scotinotylus columbia är en spindelart som först beskrevs av Chamberlin 1948.  Scotinotylus columbia ingår i släktet Scotinotylus och familjen täckvävarspindlar. Inga underarter finns listade i Catalogue of Life.